# Knefelskamp
Knefelskamp ist eine Hofschaft von Radevormwald im Oberbergischen Kreis im nordrhein-westfälischen Regierungsbezirk Köln in Deutschland.

## Lage und Beschreibung
Die Hofschaft liegt im Nordosten von Radevormwald in einem von den Kreisstraßen 9 und 10 sowie der Bundesstraße 483 aufgespannten Dreieck. Nahe der Hofschaft entspringen drei von vier hier fließenden Bächen, die der Wupperverband unter der gemeinsamen Bezeichnung „Knefelskamper Bäche“ führt. Nach ihrer Vereinigung münden diese in die Uelfe. Die Gewässer und einige daran angrenzende Flächen gehören zum Naturschutzgebiet Uelfetal.
Nachbarorte sind Wellringrade, Leye, Neuenhof, Uelfe II und Uelfe III. Erreichbar ist Knefelskamp über eine bei der Ortschaft Uelfe II in die Kreisstraße 10 mündende Sackgasse.
Im Norden befindet sich das Segelfluggelände Radevormwald-Leye, welches von einer Flugplatzgemeinschaft bestehend aus mehreren eigenständigen Vereinen genutzt wird.
Politisch im Stadtrat von Radevormwald vertreten wird Knefelskamp durch den Direktkandidaten des Wahlbezirks 180.

## Geschichte
1515  wird in den Kirchenrechnungen der reformierten Kirchengemeinde Radevormwald die Person „Hans Knefel“ genannt. Die Schreibweise der Erstnennung war „Knefel“. In der Karte Topographische Aufnahme der Rheinlande von 1825 wird die Hofschaft mit „Kamp“ benannt.

## Wanderwege
Der vom Parkplatz bei Neuenhof ausgehende und mit dem Zeichen A1 markierte örtliche Rundwanderweg führt durch die Hofschaft.